# Нова Низоземска
Нова Низоземска (хол. Nieuw-Nederland, лат. Nova Belgica или Novum Belgium) је била колонија Низоземске републике из 17. века која се налазила на источној обали данашњих Сједињених Америчких Држава. Територије на које је полагала права простирале су се од полуострва Делмарва све до крајњег југозапада Кејп Кода, док су уже насељене области данас део средњоатлантских држава Њујорк, Њу Џерзи, Делавер и Конектикат, са малим испоставама у Пенсилванији и Роуд Ајланду. Главни град колоније Нови Амстердам био је смештен на јужном рту острва Менхетна на њујоршкој луци .
Колонија је била замишљена као приватни пословни подухват ради искоришћавања северноамеричке трговине крзном. Током првих деценија, Нова Низоземска је прилично споро насељавана, делимично као резултат лоше вођене политике Холандске западноиндијске компаније и делимично као резултат сукоба са Индијанцима. Насеобина Нова Шведска сместила се на јужном крају Нове Низоземске, док је њена северна граница поново повучена да би се задовољила нарастајућа Нова Енглеска. Током 1650-их, колонија је доживела драматичан раст и постала главна лука за трговину у северном Атлантику. Предаја Форт Амстердама Енглеској 1664. је формализована 1667. што је довело до Другог англо-холандског рата. Холанђани су 1673. поново заузели ово подручје, али су препустили по одредбама Другог венстминстерског мира чиме је наредне године окончан Трећи англо-холандски рат.
Становници Нове Низоземске били су амерички староседеоци, Европљани и Африканци, а оби последњи су доведени као робовска радна снага. Потомци првобитних досељеника су играли истакнуту улогу у колонијалној Америци. Наредна два века, култура Нове Низоземске је карактерисала овај регион (данашња престонички дистрикт око Олбанија, долину Хадсона, западни Лонг Ајленд, североисточни Њу Џерзи и Њујорк).